# Kano (músico)
Kane Brett Robinson (21 de mayo de 1985), más conocido como Kano, es un rapero, compositor y actor británico de East Ham, Londres. Un importante contribuyente a la música grime, es ampliamente considerado uno de los pioneros de la cultura grime, junto con artistas como Wiley y Dizzee Rascal. Su quinto álbum, Made in the Manor, fue preseleccionado para el Premio Mercury en 2016 y ganó el premio al Mejor Álbum en los Premios MOBO 2016. En la pantalla, es mejor conocido por interpretar el papel de Sully en Top Boy.

## Carrera musical

### 1985-2003: primeros años
Kane Robinson, nacido en East Ham, Londres, fue criado por padres jamaicanos. Asistió a la escuela secundaria Langdon, donde completó su GCSE, antes de estudiar A-Levels en sexto curso. En su juventud fue un futbolista prometedor, representando a Chelsea, West Ham United, Norwich City y Celtic a la edad de 13 años, finalmente abandonó sus ambiciones deportivas en favor de una carrera musical.
Se unió a NASTY Crew (Natural Artistic Sounds Touching You), con sede en el este de Londres, cuya formación original estaba formada por Kano, Marcus Nasty, Jammer, D Double E, Ghetts, Demon, Stormin, Mak 10, Monkstar, Sharky Major, Armadura e Hiper. NASTY Crew tuvo un programa popular en la estación de radio pirata Deja Vu. Transmitidos los lunes por la noche de 8:00 a 10:00 p. m., los sets contaron con invitados prometedores establecidos, incluidos Dizzee Rascal, Durrty Goodz y Wiley. Robinson utilizó la popularidad underground del grupo como impulso, dejando a NASTY para lanzar su primer tema en solitario en 2002. Luego firmó como solista y comenzó a trabajar en su álbum debut en solitario. 

### 2004-2005:Home Sweet Home
En 2004, Robinson modeló la colección Primavera/Verano de Hugo Boss, pero se negó a comenzar a grabar y realizar giras. Poco después lanzó su sencillo debut en solitario con un sello discográfico importante, "P's & Q's", en un formato de vinilo de 12", que fue un éxito underground. 
En 2005, lanzó su segundo sencillo, "Typical Me", producido por Dirty Rag y con la colaboración de Ghetts. "Typical Me" alcanzó el puesto 22 en el UK Singles Chart. El vídeo de "Typical Me" fue dirigido por Andy Hylton. Al tercer sencillo, "Remember Me", le fue peor en las listas, alcanzando el puesto 71. Dos semanas después, el 27 de junio de 2005, se lanzó su álbum debut Home Sweet Home. Debutó dentro del top 40 del Reino Unido en el puesto 36 en su primera semana. En septiembre de 2005, se lanzó el cuarto sencillo "Nite Nite", con Leo the Lion y The Streets. Home Sweet Home obtuvo el estatus de oro en el Reino Unido y recibió buenas críticas en la prensa británica.
"Nite Nite" fue lanzado como el siguiente sencillo del álbum, alcanzando el puesto 25 en las listas del Reino Unido y pasando seis semanas en total entre los 75 primeros. Poco después del lanzamiento de "Nite Nite", se lanzó un video promocional de "Reload It", que incluía clips de presentaciones en vivo y metraje detrás del escenario, en la estación de videos del Reino Unido, Channel U. En diciembre de 2005, Robinson lanzó una versión remezclada de la canción del álbum "Nobody Don't Dance No More" con Katie Pearl, como sencillo de sólo descarga. La pista también apareció como lado B en el CD: 2 de "Nite Nite". El 13 de marzo de 2006, Robinson lanzó el quinto y último sencillo del álbum, una doble cara A de "Brown Eyes" y "Signs in Life". El sencillo se lanzó únicamente en formato de vinilo e incluía una pegatina gratuita, lo que lo hacía no elegible para su inclusión en las listas.
La música de Robinson también apareció en Run the Road, una compilación de 2005 que incluye 16 temas de grime. La compilación incluyó contribuciones de otros artistas del grime, incluidos Wiley, Dizzee Rascal y Lady Sovereign. Robinson interpretó un verso en la canción "Destruction VIP" y apareció en otras tres pistas, incluidas "P's and Q's".

### 2006-2007:London Town
El 23 de marzo de 2006, Robinson actuó en Anson Rooms en Bristol para Spanking New Music de MTV2 junto con JME, N-Dubz y Unklejam. Interpretó temas que incluyen "London Town", "P's & Q's", "Brown Eyes", "Me & My Mic" y temas del mixtape Beats & Bars. Robinson confirmó en el programa que su próximo álbum se llamaría London Town.
Antes del lanzamiento del álbum, Robinson lanzó un mixtape (llamado simplemente Mixtape), que incluía material nuevo y sus propias versiones de canciones de hip-hop, incluido "Public Service Announcement" de Jay-Z y "Black Republican" de Nas y "My Way Home" de Kanye West. El mixtape también incluyó una vista previa de "Buss It Up", una canción que apareció en el lanzamiento posterior London Town. El álbum fue lanzado el 10 de septiembre de 2007, precedido por el sencillo "This Is The Girl", con Craig David, el 27 de agosto. Junto con David, el álbum contó con colaboraciones con el líder de Blur y Gorillaz, Damon Albarn, Kate Nash y Vybz Kartel. Robinson realizó una gira por el Reino Unido para promocionar el disco, además de interpretar el álbum completo en el Jazz Cafe en octubre de 2007 junto a una banda en vivo. Kano también agotó las entradas del London Astoria en el mismo mes para ofrecer un espectáculo entretenido y promocionar a Tinchy Stryder en su gira.

### 2008–2009:140 Grime StyMC No. 1
En 2008, Robinson ya no firmó con 679 Recordings porque deseaba volver a sus "raíces más sucias" y había publicado todos los nuevos freestyles en su página de Myspace. En abril de ese año, lanzó un mixtape, MC No. 1, seguido de un tercer álbum, 140 Grime Street. A pesar de utilizar principalmente ritmos de estilo hip-hop estadounidense, aparentemente en contra de sus comentarios anteriores, ambos fueron bien recibidos. 140 Grime Street fue lanzado el 29 de septiembre de 2008 a través de BPM (Bigger Picture Music). La mayor parte del álbum fue producida por Mikey J, con Wiley y DaVinChe proporcionando dos ritmos cada uno, y Skepta a cargo de la producción de la canción "These MC's". El álbum contó con apariciones especiales de Ghetto, Skepta, Wiley y Mikey J. El primer sencillo lanzado fue "Hustler".
Un segundo sencillo, "Rock N Rolla", se estrenó por primera vez en el programa de radio de Radio 1xtra DJ Mista Jam. El sencillo fue lanzado oficialmente en octubre. "More Than One Way" también se estrenó en el programa de radio 1xtra de Mista Jam. El vídeo también fue publicado en la página oficial de YouTube de Kano. La canción fue escrita para una campaña para promover el Diploma y se regaló exclusivamente desde el sitio web de The Diploma. El vídeo musical se realizó con la ayuda de estudiantes de todo el Reino Unido. El anuncio de televisión muestra a Robinson caminando entre una multitud de estudiantes cuyos títulos de diploma aparecen en burbujas encima de ellos. Los estudiantes de creatividad y medios ayudaron en la producción del video y los estudiantes de construcción ayudaron a hacer el set.

### 2010-2013:Method to Maadnessy mixtapes
El cuarto álbum de Robinson, Method to the Maadness, fue lanzado el 30 de agosto de 2010 y se ubicó en el Official Albums Chart en el puesto 45, lo que lo convierte en el cuarto álbum consecutivo del rapero que aparece en el Top 50. El sencillo principal, "Upside" (con Michelle Breeze), fue lanzado el 23 de agosto de 2010. Ese mismo año prestó su voz en el tercer álbum de estudio de Gorillaz, Plastic Beach. Colaboró con el también rapero británico Bashy y la Orquesta Nacional de Música Árabe en el tema "White Flag".
En septiembre, Robinson anunció un EP colaborativo de cuatro pistas con el productor Mikey J. El EP se tituló Not for the A List porque Robinson no quería que nada se interpusiera en su camino a la hora de hacer la música. Parte del EP consistía en hacer una pista por semana y entregársela a un DJ para que la reprodujera en la radio, asegurándose de que fuera un DJ diferente cada semana durante un cronograma de cuatro semanas. La primera pista fue "Random Antics" y la segunda, "Alien", y contó con Maxsta, el primer sello discográfico firmado por el fundador de SBTV, Jamal Edwards. La tercera semana fue una canción titulada "ET", con Wiley, Scorcher y Wretch 32. La cuarta pista, "House of Pain", con Ghetts, se retrasó debido a la duración de 7 minutos y medio. El DJ tuvo que pedir permiso a su jefe para reproducirlo. Se esperaba que Robinson utilizara el EP para generar expectación por su quinto álbum de estudio, que se lanzará en 2012.
El 13 de noviembre de 2011, Robinson anunció a través de Twitter que lanzaría un mixtape ese mes titulado Girls Over Guns. El 1 de enero de 2012, lanzó un mixtape llamado Jack Bauer 2.4 como mixtape de seguimiento de la edición de 2010.

### 2014-2018:Made in the Manor
El 26 de abril de 2014, Robinson lanzó un vídeo musical a través de SB. TV para "Flow of the Year" con JME. Al año siguiente llegó su sencillo "Hail" en marzo de 2015 y su cara B "New Banger" lanzada a través de Noisey en abril de 2015. Esto precedió a su quinto álbum Made in the Manor, finalmente lanzado en 2016. La promoción del álbum comenzó con el sencillo "3 Wheel-Ups" con Wiley y Giggs. La canción se estrenó en el programa BBC Radio 1Xtra de MistaJam el 7 de enero de 2016. Entró en la lista de singles del Reino Unido en el número 126 y en la lista de R&B del Reino Unido en el número 16.
El álbum entró en el Official Albums Chart en el número 8, convirtiéndose en el álbum de Robinson con las listas más altas desde London Town (2007).

### 2019-presente:Hoodies All Summer
El 30 de agosto de 2019, se lanzó el sexto álbum de estudio de Robinson, Hoodies All Summer, tras su anuncio el mes anterior. El álbum sería posteriormente preseleccionado para el Premio Mercury en 2020, la segunda vez en su carrera. Volvió a prestar voz en 2020 para el séptimo álbum de estudio de Gorillaz, Song Machine, Season One: Strange Timez, junto con la cantante española Roxani Arias para la canción "Dead Butterflies". En octubre de 2020, Robinson colaboró con Fraser T. Smith en la producción del álbum debut de Smith, "12 Question".

## Carrera en la actuación
En octubre de 2011, Robinson hizo su debut como actor en el drama de Channel 4 Top Boy. Su personaje, Sully, fue escrito originalmente como un traficante de drogas asiático. El director de casting Des Hamilton, el director Yann Demange y el escritor Ronan Bennett quedaron tan impresionados con su prueba de química con su coprotagonista Ashley Walters, que provocaron que se reescribiera el personaje. La emisión original del programa duró dos temporadas, antes de que Channel 4 lo cancelara en 2014.
En 2017, se anunció que la plataforma de transmisión Netflix reviviría Top Boy, con Robinson retomando su papel de Sully. El resurgimiento se debió, en parte, al interés del rapero canadiense Drake, quien era fanático de la serie original y cuyo equipo coprodujo los nuevos episodios. La tercera y cuarta serie se estrenaron en Netflix en septiembre de 2019 y marzo de 2022, respectivamente. Una quinta y última serie se anunció el 31 de marzo de 2022 y se emitió en septiembre de 2023.
Robinson interpreta el papel principal en The Kitchen, un thriller distópico para Netflix dirigido por Kibwe Tavares y Daniel Kaluuya, que se estrenó en el 67.º Festival de Cine de Londres el 15 de octubre de 2023.

## Vida personal
Robinson es partidario del Liverpool FC.

## Puntos de vista políticos
En noviembre de 2019, junto con otros 34 músicos, Robinson firmó una carta respaldando al líder del Partido Laborista Jeremy Corbyn en las elecciones generales del Reino Unido de 2019 con un llamado a poner fin a la austeridad. En diciembre de 2019, junto con otras 42 figuras culturales destacadas, firmó una carta respaldando al Partido Laborista bajo el liderazgo de Corbyn en las elecciones generales de 2019. La carta decía que "el manifiesto electoral laborista bajo el liderazgo de Jeremy Corbyn ofrece un plan transformador que prioriza las necesidades de las personas y del planeta sobre las ganancias privadas y los intereses creados de unos pocos".

## Discografía
- Home Sweet Home (2005)
- London Town (2007)
- 140 Grime Street (2008)
- Method to the Maadness (2010)
- Made in the Manor (2016)
- Hoodies All Summer (2019)

## Filmografía

### Películas
| Año  | Título                 | Papel | Notas        |
| ---- | ---------------------- | ----- | ------------ |
| 2006 | Rollin' with the Nines | Kano  |              |
| 2007 | Point Blank            | Akil  | Cortometraje |
| 2012 | Tower Block            | Mark  |              |
| 2023 | The Kitchen            | Izi   |              |

### Televisión
| Año       | Título  | Papel | Notas      |
| --------- | ------- | ----- | ---------- |
| 2011–2023 | Top Boy | Sully | Series 1–5 |

### Videojuegos
| Año  | Título        | Papel    |
| ---- | ------------- | -------- |
| 2007 | Def Jam: Icon | Él mismo |